# Norman Osborn
Pour les articles homonymes, voir Osborn.
Norman Osborn est un super-vilain évoluant dans l'univers Marvel de la maison d'édition Marvel Comics. Créé par le scénariste Stan Lee et le dessinateur Steve Ditko, le personnage de fiction apparaît pour la première fois dans le comic book Amazing Spider-Man (vol. 1) #14 en juillet 1964. 
Il est le premier Bouffon vert ou le Gobelin vert au Québec (« Green Goblin » en VO). Si le personnage est relié à Norman Osborn, plusieurs autres personnes ont porté le costume et l’identité du Bouffon vert, notamment son fils Harry Osborn. Le Bouffon vert est l'un des ennemis emblématiques du super-héros Spider-Man, au même titre que le Docteur Octopus et Venom.

## Biographie du personnage

### Débuts
La première apparition du Bouffon vert dans le numéro 14 de The Amazing Spider-Man montrait un bouffon se déplaçant sur un balai, mais aucun lecteur ne connaissait son identité civile. Il prit en compte son échec contre Spidey et changea son balai pour un planeur high-tech dans le numéro 17 de The Amazing Spider-Man.
Il revint lors de la soirée d'ouverture du Spider-Man club de Forest Hills fondé par Flash Thompson, mais Peter s'enfuit du combat pour voir tante May qui avait fait une crise cardiaque et laissa la Torche neutraliser le Bouffon. Jameson lança une campagne de presse après cet incident pour faire disparaitre l'homme-araignée. Peter ne pouvait plus agir au risque de mourir et de laisser tante May aux bras de la mort, mais il reprit du service en sachant que May surmontait la crise cardiaque.
Norman Osborn, riche industriel, ayant pour fils Harry Osborn qui sera plus tard le meilleur ami de Peter Parker, s'associe au Dr Stromm, pour faire plusieurs expériences. Mais il n'a qu'une idée en tête, lui voler ses découvertes pour gagner de l'argent. Il met alors tout en œuvre pour le dénoncer à la justice. Stromm jure à Norman de se venger, mais celui-ci ne lui prête aucune attention, car désormais, il est très riche. Un jour, en fouillant le bureau de Stromm, il découvre des notes bien étranges, sur une expérience inachevée.
Il décide de réaliser l'expérience qui dura toute une nuit pour créer un liquide vert. Le liquide bouillonna, puis tout à coup, il explosa. Norman se retrouva à l'hôpital dans le coma. À son réveil, Harry était à ses côtés. 
Norman était de mauvaise humeur mais il se sentait plus puissant. En effet, son intelligence s'était décuplée, tellement décuplée qu'il était devenu fou. Il ignorait que son esprit s'était dédoublé. Cet esprit prit petit-à-petit le contrôle sur lui. Il communiquait avec lui à travers les miroirs et l'incitait à devenir un criminel. Alors il créa un costume vert à l'image d'un gobelin, d'où son pseudonyme Green Goblin en version originale.
Il fabriqua un jet-planeur extrêmement rapide (« glider » en anglais), qui pouvait supporter des charges gigantesques. Il disposait d'un arsenal de gadgets dans son « sac à malice » : des bombes citrouilles, des boomerangs en forme de chauves-souris tranchantes, des grenades fumigènes... Ses gants émettaient des décharges électriques pouvant tuer un homme et son planeur possédait un canon laser réduisant en cendres n'importe quoi.
Il décida de s'attaquer à Spider-Man car il savait que la pègre le respecterait s'il parvenait à venir à bout du « monte-en-l'air ». Ainsi est né le Bouffon vert, le pire ennemi de Spider-Man.
Il s'allia aux Exécuteurs pour en venir à bout mais sans succès. Ses tentatives suivantes ne marchaient pas mieux, cependant il échappait toujours à la police. Osborn créa alors un gaz capable d'anesthésier le sens d'araignée du « Tisseur » puis le prit en filature. Une fois que le héros eut retiré son costume, le Bouffon attaqua. Peter fut mis K.O et Osborn l'emmena à son repaire. Étant sûr de l'emporter cette fois, le Bouffon montra son vrai visage à l'Araignée et lui prouva qu'il ne l'avait jamais battu. Pour en finir, il libéra Parker et une bataille s'ensuivit. Finalement, Norman bascula sur des fils électriques et le choc le rendit amnésique, le lavant de tout soupçon d'être le Bouffon. Spidey pensa que c'était mieux ainsi, pour lui comme pour Norman. Cette histoire parut dans Amazing Spider-Man 39 et 40.
À certaines périodes, le Bouffon vert reprenait le contrôle, mais Peter arrivait toujours à tirer Norman de sa folie, bien que de justesse . Le Bouffon enleva Gwen Stacy et la déposa sur le pont de Brooklyn. Spider-Man arriva et la bataille commença. Osborn jeta Gwen dans le vide ; Spider-Man parvint à la retenir d'un jet de toile, mais le choc de la chute lui brisa la nuque, la tuant sur le coup. Fou de rage, Peter poursuivit et malmena le Bouffon vert. Affaibli, Osborn ordonna à son planeur d'empaler le monte-en-l'air. Averti par son sens d'araignée, Peter esquiva l'engin qui empala le Bouffon, victime de son propre machiavélisme. Harry, sous l'effet de la drogue, assista à la scène et jura de venger son père. Cette histoire parut dans Amazing Spider-Man 121 et 122.

### Retour de Norman Osborn (1996)
Norman Osborn est réapparu officiellement en novembre 1996, dans Spectacular Spider-Man #240, révélé comme la tête pensante derrière la Saga du Clone. Le mois suivant, dans Spider-Man #75, il tue Ben Reilly.
Son grand retour dans la société new-yorkaise et dans la vie de Peter Parker intervient en octobre 1997 dans Spectacular Spider-Man #250. Puis il acquiert une position déterminante au journal Daily Bugle, proposant une récompense de 5 millions de dollars pour la tête de Spider-Man. Ce qui donne l'histoire Spider-Hunt (Sensational Spider-Man #25, Amazing Spider-Man #432, Spider-Man #89 et Spectacular Spider-Man #255, en mars 1998), puis Identity Crisis (Sensational Spider-Man #27-28, Spectacular Spider-Man #257-258, et Spider-Man #92 en mai-juin 1998).
Norman se met ensuite en tête d'obtenir plus de puissance, par le biais d'un rituel ancien appelé The Gathering of Five. Mais il reçoit uniquement la folie (Sensational Spider-Man #32, Amazing Spider-Man#440, Spider-Man #96, Spectacular Spider-Man #262, et Amazing Spider-Man #441 en octobre-novembre 1998).
Dans l'arc narratif Final Chapter, Norman et Peter s'affrontent. Parker l'emporte et Osborn est emprisonné, complètement fou et pensant avoir triomphé. Enlevé par les Scriers, sa santé mentale est maintenue par des médicaments. Il organise ensuite l'« ordre du Bouffon », et tombe amoureux de son infirmière ; il tente de lobotomiser Peter Parker pour le faire devenir son héritier du « Goblin Legacy » (Spider-Man: Revenge of the Green Goblin #1-3, Amazing Spider-Man (vol. 2) #25 et Peter Parker : Spider-Man (vol. 2) #25 en octobre 2000-janvier 2001).
Dans Peter Parker : Spider-Man #44-47 (histoire A Death in the Family, en août-octobre 2002), Spidey et le Bouffon se combattent encore sans répit jusqu'à ce que Peter refuse de se battre. L'histoire joue sur les relations père/fils et amour/haine ambigus entre Peter et Norman. Ce dernier s'en prend à Flash Thompson, qui sombre dans le coma.
Dans l'arc narratif Sins Past (Amazing Spider-Man, 2004), on apprend que Norman a eu deux enfants (Gabriel et Sarah) avec Gwen Stacy : il l'a séduite à l'époque où elle sortait avec Peter. Après la mort de Gwen, Norman a retrouvé la trace de ses enfants en Europe, et les a fait éduquer et entraîner afin qu'ils tuent Peter Parker et Spider-Man (il ne leur a pas révélé l'identité de l'Homme araignée). Gabriel et Sarah ont hérité du patrimoine génétique de leur père, qui leur fait subir un vieillissement accéléré. 
Après avoir appris leur véritable identité, Peter est dévasté. Il s'efforce tout de même de sauver les enfants de Gwen et leur explique la situation (ils n'en sont pas conscients) mais ils sont interrompus par la police, qui prend les jumeaux pour des terroristes, et blesse Sarah. Peter l'amène à l’hôpital et donne son sang pour la soigner (l'organisme de Sarah rejetant tout sang normal) tandis que Gabriel trouve un laboratoire secret aménagé par Norman, comportant un message vidéo les exhortant à prendre sa suite en tant que Bouffons et deux équipements semblables à celui qu'il utilisait (costume, planeur et bombes) destinés à ses enfants. Gabriel s'attaque à Peter, avant d'être neutralisé par sa sœur.

### Arrestation
Des meurtres inexpliqués ont lieu chez Oscorp ; Terry Kidder, une journaliste du Daily Bugle décide d'interroger Norman Osborn sur ces évènements, mais Norman se change en Bouffon vert, l'étrangle, la roue de coups et la jette dans le réservoir de Central Park. Le corps est retrouvé plus tard, et Ben Urich ne tarde pas à savoir la vérité. Celle-ci lui sera confirmée par Spidey lorsqu'il lui apprend la double identité d'Osborn, ce qui ramène Urich au livre qu'il avait écrit deux ans auparavant, accusant Norman d'être le Bouffon. Avec Jessica Jones (la petite amie de Luke Cage, alors enceinte et fraîchement arrivée au Bugle) et accompagné d'une troupe de policiers, Urich se rend chez Osborn. Mais le Bouffon attaque, massacre les policiers, manque de tuer le bébé de Jessica et Ben. Spidey intervient mais c'est Jessica, ivre de douleur, qui met en déroute le Bouffon - qui réussit toutefois à s'enfuir. Les médias s'emparent de l'affaire et c'est finalement Luke Cage, en colère que le Bouffon ait menacé sa petite amie, qui l'arrête et qui le bat dans la rue, devant les passants et Spider-Man. On attribue à Norman les meurtres d'Oscorp et il est jeté en prison.

### Le dernier combat (2005)
Nouveau complot contre Spidey mis en scène par Norman Osborn, de sa cellule de prison, cette fois, comme point de départ de Marvel Knights Spider-Man. Le n°12 (mai 2005) nous explique comment Osborn s'amuse à rendre impossible la vie de Parker.
Un an après son arrestation, Norman s'évade, et réenfile son costume de Bouffon vert, il organise une prise d'otages. Mais après un long et dur combat contre Spider-Man, Osborn retourne en prison. La tante de Peter est enlevée, et ce dernier tient Norman dans sa liste des suspects. Celui-ci étant en prison, Peter pense qu'il est peut-être innocent. Après un combat entre Electro et le Vautour, Peter demande à Norman de l'aider, mais Osborn le dissuade de faire appel à son aide en lui apprenant qu'il a empoisonné la femme d'un des gardiens de Rikers Island (où il est retenu), alors que cette dernière lui demandait de l'aide pour traiter la maladie dont elle était atteinte. Spidey poursuit sa laborieuse enquête et quelque temps plus tard, Mac Gargan lui révèle que c'est lui qui a enlevé May, sous les ordres du Bouffon. Le choix est simple : soit Peter fait évader Norman avant qu'il ne se fasse tuer par Octopus, conditionné pour l'abattre (Norman connaissant beaucoup trop de secrets du gouvernement, fournisseur de tous les super-vilains), soit Parker ne revoit pas sa tante vivante.
Peter est obligé d'accepter et avec l'aide de la Chatte noire, il fait évader Norman au nez et à la barbe des gardiens et d'Octavius. Mais le Bouffon ne tient pas sa parole et avec onze vilains, dont Mac Gargan transformé en Venom, forme les Sinister Twelve. Spidey et la Chatte noire manquent d'y rester mais sont sauvés par l'intervention des Vengeurs et des Quatre Fantastiques. Le Bouffon s'enfuit, enlève Mary Jane et l'emmène au pont de Brooklyn. Peter arrive au pont et un combat s'ensuit entre les ennemis jurés : Osborn avoue que tante May n'est pas encore morte, mais qu'elle le sera dans quarante-cinq minutes. Spidey réussit à sauver Mary Jane, mais le Bouffon tente de leur lancer son planeur. L'intervention du docteur Octopus fait que la foudre frappe le planeur du Bouffon, foudroyant les deux vilains qui basculent du pont. Spidey trouve l'endroit où tante May est prisonnière et la sauve à temps. Le corps d'Octopus est repêché mais pas celui du Bouffon.

### Civil War(2006-2007)
Norman est ensuite arrêté par le SHIELD en France. Il assiste à la révélation de l'identité de Peter, et ne supporte pas ce que Peter clame sur son compte. Osborn devient un agent du gouvernement, attaquant une base atlante, costumé en Bouffon vert. Mais il perd les pédales en tentant en vain de tuer un ambassadeur atlante à cause des nanites qui le contrôlaient. Osborn est arrêté, mais devient malgré tout le nouveau chef des Thunderbolts.

### Chez les Thunderbolts (2007-2008)
Après Civil War, Norman dirige l'équipe des Thunderbolts, désormais composée d'Opale (le leader), Songbird, l'Homme-radioactif, Swordsman, Penance (anciennement Speedball des New Warriors), Mac Gargan et Bullseye (utilisé en dernier recours). Des médicaments maintiennent en état correct la santé mentale d'Osborn.
Avec Norman, les choses vont changer : en premier lieu, il change la composition de l'équipe et chaque membre des Thunderbolts - hormis Opale - a, implantée dans leur corps, une puce électronique que les soldats activent au moindre faux pas (Gargan y a eu droit lorsqu'il a tenté de tuer Jack Flag). Puis Osborn met Opale en tête des Thunderbolts à la place de Songbird, et les membres de l'équipe ont une affectation à leur poste pour un an. Leur première mission consiste à capturer Jack Flag, un super-héros non-enregistré qui sera finalement arrêté par Bullseye et restera handicapé à vie. Norman est mécontent car les médias étaient présents lors de la bagarre. Déjà perturbé, Norman commence à perdre le contrôle de lui-même quand il apprend que le prochain super-héros à attraper est Steel Spider qu'il confond avec Spider-Man. Il s'attire alors les foudres de Swordsman ; ce dernier commence à comploter contre Norman avec Opale, qui brûle d'envie de prendre sa place.
Lorsque les Thunderbolts tentent d'appréhender Steel Spider à Phoenix, dans l'Arizona, American Eagle et Sepulchre lui viennent en aide. Opale et Swordsman hors-jeu, l'affrontement entre Venom, Penance, l'Homme-radioactif, Songbird et Steel Spider, American Eagle et Sepulchre peut commencer. Le bilan est mitigé : Steel Spider est arrêté, mais American Eagle et Sepulchre réussissent à s'enfuir et Bullseye est gravement blessé par American Eagle. Norman discutera de son état avec le médecin dans le quartier général des Thunderbolts.
Quelque temps après cela, l'équipe arrête d'autres surhumains recensés, tandis que Penance est désormais suivi par le fameux psychiatre des super-héros, doc Samson. Ces derniers prisonniers se révèlent être en fait des télépathes, et utilisent leurs pouvoirs pour semer le trouble dans la montagne des Thunderbolts. Swordsman se rebelle contre l'autorité d'Osborn, se constituant une petite armée afin de prendre le contrôle du quartier général, Venom sème le carnage dans les couloirs, Opale attaque doc Samson et Penance et Norman renfile le costume du Bouffon vert. Il malmène Swordsman et le crucifie, avant d'engager le combat avec Songbird, qui se soldera par un match nul. Entretemps, Bullseye, remis sur pied grâce à la nanochirurgie, abat les télépathes dans leur cellules, stoppant ainsi le contrôle télépathique. À la suite de cette histoire, Songbird prend le commandement de l'équipe, Penance décide de rester à la montagne en dépit des recommandations de Samson, et Norman conserve son poste.

### Secret Invasion(2008-2009)
Lors de la Secret Invasion des Skrulls, cette race d'extra-terrestres metamorphes, Norman Osborn parvient à voler des informations que Deadpool transmettait à Nick Fury. Ainsi, Osborn réussit à déjouer le complot Skrull et à tuer leur reine. Le gouvernement décide donc de dissoudre le SHIELD de Tony Stark, alias Iron Man, et de le remplacer par le HAMMER, dirigé par Norman Osborn. Mais, après avoir été traité en criminel tant d'années, Norman Osborn décide de devenir le maître du monde. Ainsi commence le Dark Reign.

### Siège(2010)
Osborn décide alors de créer un groupe de super criminels, la Cabale, réunissant Namor, le Docteur Fatalis, Loki, The Hood et Emma Frost. Grâce à eux, il prend petit à petit de plus en plus de pouvoir, officiellement et officieusement, puisque toutes ces équipes de super héros sont en fait d'anciens super-vilains déguisés. Ainsi, Venom prend la place de Spider-Man, Opale de Miss Marvel, Bullseye de Œil-de-faucon et Daken de Wolverine. À cela s'ajoutent Arès et Sentry, plus schizophrènes que jamais, ainsi qu'Iron Patriot, qui est en fait Osborn équipé d'une armure de Iron Man Modèle 25. Aidé de la jeune Victoria Hand et des Thunderbolts, il joue avec l'opinion publique, sauve le monde devant les caméras et traque les anciens Vengeurs le reste du temps.
Mais le directeur du HAMMER est en fait manipulé par Loki, qui le pousse à comploter contre Asgard et à déclencher une guerre contre ses habitants. Ainsi commence le crossover Siège. Les forces d'Osborn, aidés par les membres du gang de Hood, attaquent Asgard. Mais Sentry devient incontrôlable, et après avoir tué Arès et de nombreux Asgardiens, il détruit littéralement la ville d'Asgard qui s'écrase près de Broxton. Finalement, Captain America a réussi à réunir les super héros restants et ils s'allient aux asgardiens assiégés. Norman Osborn est arrêté et Sentry tué (grâce au sacrifice de Loki). C'est alors Steve Rogers qui devient directeur du SHIELD, remis en place.

### Héros brisés(2011)
Se préparant à être escorté par Luke Cage dans sa cellule, le personnage de Bouffon Vert a commencé à harceler intérieurement Norman à propos de son échec. Il lui a dit que H.A.M.M.E.R. existaient toujours et tout ce qu'il avait à faire était de les appeler. Après avoir menacé le bébé de Jessica Jones, il a déclaré que "l'appel a été passé" et a provoqué l'attaque de H.A.M.M.E.R. des agents dormants pour lui venir en aide et le libérer. Il rejoint H.A.M.M.E.R. qui comprenait désormais Superia, Madame Hydra et Gorgon. Plus tard, ils ont envoyé Ultimo pour attaquer les Avengers. Osborn a ensuite recruté une nouvelle équipe de Dark Avengers. Il se composait de Skaar (en Hulk), Trickshot (en Hawkeye), Ai Apaec (en Spider-Man), Gorgon (en Wolverine), Toxic Doxie (en Scarlet Witch), Superia (en Ms. Marvel) et Ragnarok (en Thor). Les Dark Avengers ont fait leur première apparition en contrôlant une situation qui avait éclaté à Miami. En raison de la planification de Victoria Hand (qui était un agent double au sein des Avengers), les Avengers de Luke Cage sont arrivés en retard et ont affronté les Dark Avengers. Cela a porté atteinte à leur crédibilité car ils avaient attaqué les personnes qui s'occupaient du problème.
Pendant que ces événements se produisaient, Osborn a également envoyé un hologramme de lui-même pour inciter à une émeute lors d'une manifestation devant le manoir des Avengers. Cela a incité les Avengers à attaquer divers bases H.A.M.M.E.R. et ils ont été piégés par plusieurs agents H.A.M.M.E.R. (tels que "Spider-Hulks", Giant-Men et Wasps). Osborn a ensuite négocié avec le président des États-Unis pour récupérer son poste de chef de la sécurité nationale. Lorsque divers Avengers ont réussi à se libérer du QG du H.A.M.M.E.R., Osborn est apparu avec une armée de ninjas de la main. Pendant ce temps, les Dark Avengers transféraient Captain America et ont été pris en embuscade par l'équipe de Luke Cage. Skaar a trahi son équipe et a aidé l'équipe de Cage à les vaincre, révélant qu'il était une taupe pour Captain America (tout comme Victoria Hand, qui a informé l'équipe de l'endroit où se trouvait Cap plus tôt). Les Avengers ont rapidement réalisé qu'Osborn avait les pouvoirs du Super-Adaptoïde (grâce à une procédure effectuée par Monica Rappaccini). C'est avec les renforts de l'équipe de Luke Cage qu'ils réussirent finalement à vaincre Osborn et à le mettre en garde à vue. Le H.A.M.M.E.R. dissout, Madame Hydra a utilisé les membres restants pour renforcer Hydra. Plus tard, après le retour du Bouffon Vert à New York, une infirmière et un médecin sont appelés dans la chambre d'hôpital de Norman pour ne plus le trouver dans son lit.

## Personnalité
Le premier trait de caractère marquant du Bouffon vert est qu'il est arrogant et sûr de lui. Sa personnalité change en fonction de la personne qui porte le costume, mais celle de Norman Osborn est sans doute la plus complexe.
Dès son plus jeune âge, Norman Osborn baignait dans le domaine de l'industrie et des affaires et manifeste très vite un goût pour l'argent et le pouvoir. Par ailleurs, enfant, Norman fit des cauchemars la nuit, qui, dit-on, évoquaient un monstre aux allures de Bouffon qui lui aurait inspiré le design de son costume. Avant de devenir le Bouffon vert, il pensait être un bon père pour Harry, mais ne lui donnait jamais ce qu'il voulait, à savoir de l'amour paternel.
Leurs rapports se creusèrent un peu plus quand Norman devint le Bouffon. Bien avant, Norman était prêt à sacrifier n'importe qui pour arriver à ses fins, Mendel Stormm, son ami et assistant, en fit les frais : Norman l'accusa en effet de détourner des fonds d'Oscorp et le fit jeter en prison pour prendre le contrôle total de l'entreprise.
Après que Norman eut perdu la mémoire une première fois, l'industriel amoral et le psychopathe devinrent deux personnalités bien distinctes. Durant cette période, Norman se rapprocha de Harry et intégra vite le cercle des proches de Peter, à qui il proposa un travail. Mais le Bouffon profitait de chaque occasion pour resurgir prenant toujours plus d'ampleur. Après son retour d'entre les morts, Norman devint complètement imprévisible car la frontière entre lui et le Bouffon devenait de plus en plus floue.
Depuis un certain temps, Norman prend des médicaments pour contenir son alter ego vert, mais il reste impossible à prévoir, de ce fait, on peut aussi bien tomber sur un Norman jovial que sur un Osborn déchaîné. Ses rapports avec les personnages sont complexes.
Après la mort de la mère d'Harry, Norman se détourna de son fils, et bien que le couvrant de cadeaux, Norman ne lui consacrait jamais de temps. Pourtant lorsqu'Harry fait une overdose, Norman reconnaît ses erreurs, et c'est même dans l'idée de venger son fils qu'Osborn redevient le Bouffon. En outre, ses rapports avec Peter Parker sont ambigus. En effet, Norman manifeste un profond respect pour Peter, tandis que le Bouffon lui voue une haine éternelle. Lorsque la frontière entre la folie et le bon sens devint floue, il verra même Peter comme son héritier spirituel qui peut en découler de l'alliance du respect de Norman et de la haine du Bouffon.
De plus, à la fin de la première saga de Marvel Knights: Spider-Man, Osborn explique que Peter est sa raison de vivre, qu'il lui donne un but dans la vie. D'ailleurs, dans cette dernière saga, certains traits de caractère de Norman sont approfondis, voire créés. Par exemple, il semblerait qu'il prenne plaisir à faire souffrir les gens qui l'entourent : il a notamment empoisonné la femme malade d'un gardien de prison qui lui avait demandé son aide pour la soigner. Norman pense aussi que les vilains sont là pour contrôler les héros, comme il le dit lui-même, et avoue que s'il mène la vie dure à Spider-Man, c'est « qu'avec tous les dingues qui sévissent, la concurrence est rude ». Il méprise aussi Peter pour son manque d'ambition : selon lui l'intelligence de Peter aurait dû le pousser à trouver un emploi plus prestigieux et rémunérateur que professeur de lycée.
Sans le Bouffon, Norman affiche aussi un goût prononcé pour l'argent et le pouvoir, quoique cet aspect soit maintenant supplanté par son obsession de l'homme araignée. Il n'en reste pas moins un personnage considérant le monde qui l'entoure comme des moins que rien, prêt à sacrifier n'importe qui pour parvenir à ses fins, comme en témoigne son mépris pour ses employés ou celui de ses coéquipiers, entre autres.

### Les autres bouffons verts
Son fils Harry Osborn reprit le flambeau dans Amazing Spider-Man n°136 (septembre 1974). Le troisième Bouffon vert (1978) 
Le docteur Hamilton, ancien psychiatre du jeune Harry Osborn, apparaît pour la première fois dans le costume du Bouffon vert, 3e du nom dans Amazing Spider-Man n°176 (janvier 1978) et disparaît quatre mois plus tard, dans Amazing Spider-Man n°180, à l'issue d'une bataille dantesque entre Spidey et les deux Bouffon vert (Harry et Hamilton). Phil Urich, neveu de Ben Urich (en), est un temps le quatrième Bouffon vert, découvrant par accident le labo de Norman Osborn.

## Pouvoirs, capacités et équipement
Norman Osborn possède une intelligence surhumaine, faisant de lui un génie capable de percées scientifiques dans des domaines aussi divers que la génétique, la robotique, l'ingénierie, la physique et en chimie appliquée.
En complément de ses pouvoirs, le Bouffon vert est un bon combattant, dangereux au corps à corps. Il porte aussi une armure renforcée, qui le fait ressembler plus que jamais à un gobelin :
- le sérum absorbé par Osborn lui a donné une force, une endurance, une agilité, une vitesse et une dextérité surhumaines. Sa force est supérieure à celle de Spider-Man. Il semblerait que sa force augmente au fil des années, grâce au sérum qu'il a absorbé jadis ;
- il possède également une capacité de régénération rapide qui lui permet de guérir rapidement, selon la gravité de ses blessures ;
- son costume est à l'épreuve des balles de petits calibres ;
- il dispose d'un arsenal de haute technologie ayant rapport avec la fête d'Halloween, composé de bombes-citrouilles explosives, incendiaires et anesthésiantes, de lames chauves-souris et des grenades-fantômes asphyxiantes ;
- à l'aide de micro-circuits contenus dans ses gants, il peut envoyer des décharges électriques de 10 000 volts.

Son planeur (« Goblin Glider ») ressemble à une chauve-souris géante. C'est un transport monoplace pouvant porter une charge utile de 180 kg sans perte de puissance et pouvant se déplacer jusqu'à 140 km/h. Il est parfois équipé de missiles téléguidés et d'autres armes (mitrailleuse, lames, etc.).

## Versions alternatives

### Marvel Noir
Dans l'univers de Marvel Noir, Norman Osborn est un ancien monstre de cirque qui a été maltraité par le public pour sa maladie cutanée le faisant ressembler à un reptile. Cela a alimenté ses ambitions, gagnant son « respect », en devenant le principal seigneur du crime à New York. Il utilise un masque pour cacher sa véritable apparence. Adoptant le nom « le Bouffon », il a réuni dans son organisation des criminels venant de spectacles de cirque et des monstres de carnaval : un dresseur de fauves Sergei Kravinoff alias Kraven, un cannibale Adrian Toomes alias le Vautour, et une bête de foire de Coney Island Dmitri Smerdyakov alias le Caméléon.
La réputation du Bouffon lui a valu d'être pigiste parmi les politiciens et les hommes d'affaires de New York, embauchés pour commettre des actes illégaux tels que la répression des protestations publiques et même des actes d'assassinat contre des objecteurs publics. Ces actions l'ont finalement amené à entrer en conflit avec Spider-Man après qu'il a ordonné au Vautour de tuer l'oncle du justicier. Plus tard, le journaliste Ben Urich est devenu un problème pour Norman, alors le chef de la mafia a envoyé le Caméléon habillé comme J. Jonah Jameson pour le tuer comme Osborn a kidnappé le vrai. Après avoir assassiné Urich, le Caméléon a été tué par Felicia Hardy, l'amante d'Urich.
Le Bouffon emmena alors Felicia dans l'une de ses cachettes, avec Spider-Man à ses trousses. Norman s'échappa dans les égouts avec Hardy alors que Spider-Man combattait les sbires d'Osborn. Pendant la bataille, Kraven (l'un de ses hommes) a frappé un verre plein d'araignées, ce qui a fait tomber les animaux sur lui. Spider-Man a ensuite sauvé Jameson et est allé auprès d'Osborn. Le justicier de New York et son principal chef de la mafia se sont battus jusqu'à ce que chacun d'entre eux soit démasqué, Spider-Man s'est révélé être Peter Parker et Osborn lui a révélé sa peau verte et écaillée. Parker décida de ne pas tuer Norman, mais un Kraven infesté d'araignées apparut et attaqua Osborn, le tuant apparemment.
Dans le jeu vidéo Spider-Man : Dimensions, sa biographie dans le jeu révèle que Norman a survécu à cause des araignées qui ne percent pas sa peau écailleuse. Il a volé un fragment de "La Tablette de l'Ordre et du Chaos", l'utilisant pour augmenter sa force mais aussi le transformer en un Gobelin monstrueux. Sa peau verte devient aussi plus proéminente, ressemblant à celle de son homologue "Ultimate". Après l'avoir chassé à travers sa cachette de carnaval et l'avoir vaincu, Spider-Man récupère la tablette d'Osborn. Pendant les crédits du jeu, Osborn est montré travaillant dans le carnaval.

### Ultimate Marvel
Dans l'univers Ultimate Marvel, Norman Osborn a créé l'Oz, le produit injecté à l'araignée qui a donné ses pouvoirs à Peter. Après avoir remarqué les nouvelles facultés du jeune Peter, il décide de recréer l'accident sur lui, et devient ainsi le Bouffon vert, un énorme monstre verdâtre lançant des boules de feu et capable de faire des bonds gigantesques. Prenant Peter pour responsable de son état, et après avoir tué sa femme et incendié sa propre maison, Norman attaque le lycée de Parker, qui ne tarde pas à arriver à la rescousse en tant que Spider-Man. Après un combat acharné, le Bouffon termine dans l'East River, criblé de balles et apparemment mort. Quelque temps plus tard, on découvre qu'il est toujours vivant, qu'il a hypnotisé Harry et qu'il veut se servir de Spider-Man.
Plus tard, Spider-Man découvre que Norman Osborn veut tuer Nick Fury pour se venger. Quelque temps plus tard, il capture Mary Jane. Ensuite, il la relâche et il retourne chez lui reprendre de l'Oz. Peter ne doit sa survie qu'à Harry, qui s'interpose et neutralise son père. Norman Osborn est ensuite emmené par le SHIELD. 
Il s'évadera à nouveau, feignant l'innocence et disant s'être repenti. Il redevient alors respecté. Pourtant, son fils, Harry, se met à dévoiler sa véritable personnalité. Norman débarque alors au SHIELD et tue Harry. Pris de remords, il se laisse abattre par les agents du SHIELD. Pourtant, Norman n'est pas mort. Il est prisonnier dans les geôles du SHIELD. Il s'évade avec l'aide du Dr. Octopus, d'Electro, de l'Homme-sable, du Vautour et de Kraven.
Dans l'arc Death of Spider-Man, il tue Peter Parker et ce dernier est remplacé par Miles Morales.

### Mangaverse
Dans cet univers, Norman est le dirigeant d'Oscorp ainsi que d'une troupes de graffitis-ninjas. Si ses rapports avec la plupart des personnages sont les mêmes que dans la version originale, son objectif est beaucoup plus honorable : il veut retrouver une amulette (équivalent du symbiote dans la série) appartenant au clan de l'Ombre pour ressusciter la mère de Harry. C'est pour cette raison qu'Osborn devint le Bouffon vert. Ici, le Bouffon est un croisement entre le Bouffon de l'univers original est celui d'Ultimate : Il ne porte pas de masque, il est véritablement vert après une transformation, apparemment irréversible, mais possède un planeur et des bombes-citrouilles. Il est également capable d'invoquer une multitude de petits gobelins. Pour parvenir à ses fins, le Bouffon enlève May dans l'espoir que Peter lui livre l'amulette, mais Venom s'en empare à son insu. Une bataille s'ensuit entre Spidey et le Bouffon dans le gymnase du lycée de Peter, où Peter réussit à contrôler son sens d'araignée. Mais dans la bagarre, Harry est retrouvé complètement drogué. Abasourdi, Norman cesse le combat et tente de se réconcilier avec Harry. Le fils Osborn est transféré à l'hôpital tandis que le Bouffon est livré aux autorités.

## Apparitions dans d'autres médias

### Cinéma

#### Spider-Man

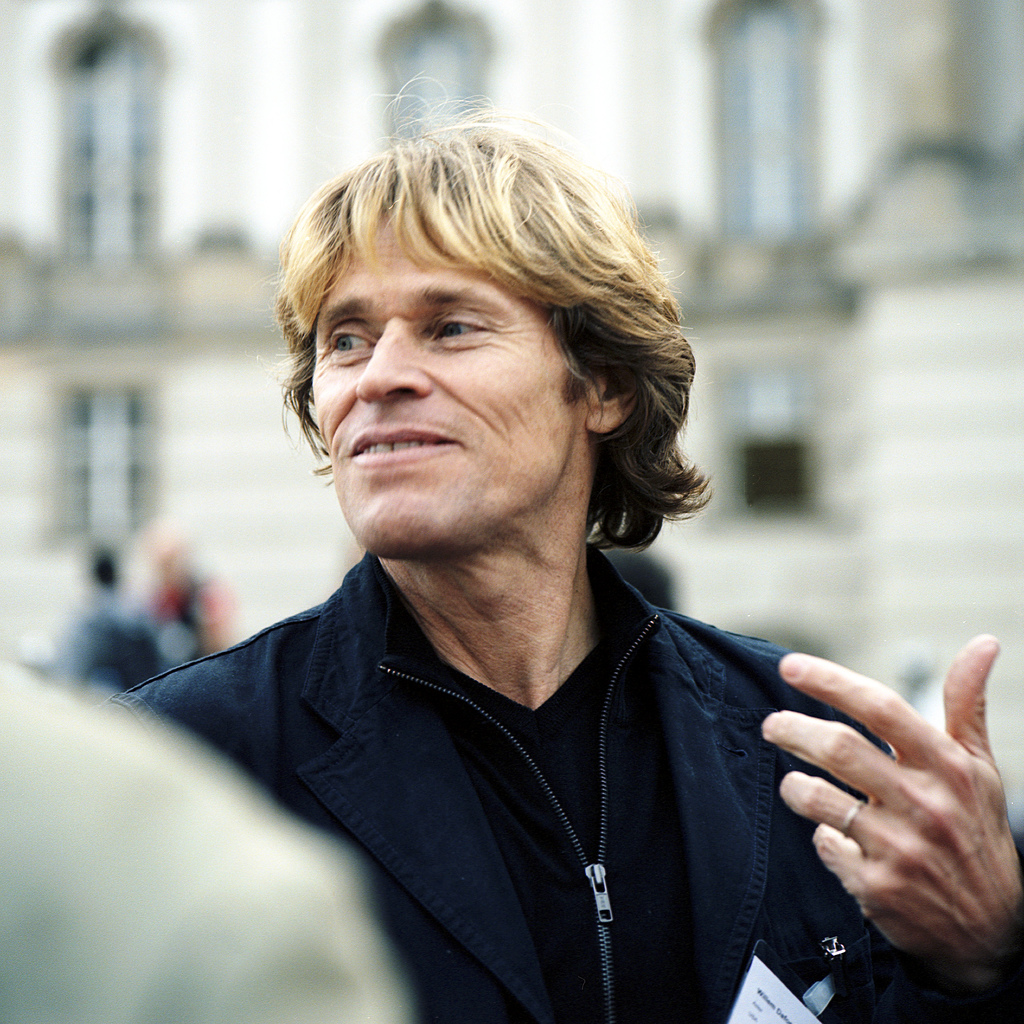
L'acteur Willem Dafoe est le premier interprète de Norman au cinéma, dans les films de Sam Raimi.

Willem Dafoe incarne Norman Osborn dans Spider-Man (2002) de Sam Raimi, où il endosse le costume du Bouffon vert pour affronter Spider-Man. Bien qu'il soit mort dans le premier, il est présent dans les deux autres films en tant qu'hallucination de son fils Harry (interprété par James Franco), ne se montrant qu'à travers un miroir, incitant ce dernier à devenir le second Bouffon vert. Dans Spider-Man 3, Harry reprend le costumes du Bouffon et les armes de son père, bien décidé à se venger de Peter. Il modernise le planeur et le masque pour cela.

#### The Amazing Spider-Man: Le Destin d'un héros
Norman Osborn n'est pas présent dans The Amazing Spider-Man (2012) mais il y est dit qu'il est mourant et que pour survivre, il a besoin du Dr Connors. Le personnage apparaît dans The Amazing Spider-Man : Le Destin d'un héros (The Amazing Spider-Man 2, 2014), interprété par Chris Cooper, bien que le costume du Bouffon vert revient à Harry Osborn, interprété par Dane DeHaan.

#### Spider-Man: New Generation
Le Bouffon Vert fait une courte apparition au début du film Spider-Man: New Generation avec un design plus proche des comics Ultimate et est un homme de main du Caïd. Il est interprété par Jorma Taccone.
Il affronte Spider-Man dans le laboratoire souterrain du Caïd qui tente d'ouvrir un portail vers une autre dimension. Durant le combat, il envoie l'homme araignée dans la machine du Caïd qui s'emballe, provoquant ainsi une explosion qui tue le Bouffon Vert sur le coup et blesse gravement Spider-Man qui sera achevé par le Caïd.

#### Spider-Man: No Way Home
Willem Dafoe reprend le rôle et marque son grand retour en 2021 dans Spider-Man: No Way Home en tant qu'antagoniste principal.

### Télévision
- 1967-1970 : L'Araignée (Spider-Man) (série d'animation) (VF : François Cartier / VO : Len Carlson)
- 1981 : Spider-Man (série d'animation) (VO : Neil Ross)
- 1981-1983 : Spider-Man et ses amis exceptionnels (Spider-Man and His Amazing Friends) (série d'animation) (VO : Dennis Marks / VF : Michelangelo Marchese)
- 1994-1998 : Spider-Man, l'homme-araignée (Spider-Man: The Animated Series) (série d'animation) (VO : Neil Ross / VF : Olivier Destrez/Jean-François Kopf)
- 1999-2001 : Les Nouvelles Aventures de Spider-Man (Spider-Man Unlimited) (série d'animation)
- 2008-2009 : Spectacular Spider-Man (The Spectacular Spider-Man) (série d'animation) (VO : Alan Rachins / VF : Pascal Germain)
- 2012-2017 : Ultimate Spider-Man (série d'animation) (Norman Osborn - VO : Steven Weber / VF : Michelangelo Marchese) (Harry Osborn - VO : Matt Lanter / VF : Grégory Praet)
- 2014-2015 : Marvel Disk Wars: The Avengers (série d'animation japonaise) (doublé en japonais par Yūsuke Numata et en anglais par Kirk Thornton)
- 2017-2020 : Spider-Man (Marvel's Spider-Man) (série d'animation) (VO : Josh Keaton / VF : Michelangelo Marchese)
- 2025- : Votre fidèle serviteur Spider-Man (Your Friendly Neighborhood Spider-Man) (série d'animation) (Norman Osborn - VO : Colman Domingo)

#### Spider-Man, l'homme-araignée(1994-1998)
Dans la série télévisée d'animation Spider-Man, l'homme-araignée, Norman Osborn est le propriétaire d’Oscorp Industries, assisté de Wardell Stromm. L’entreprise est constamment sous la coupe du Caïd, qui fait pression sur Osborn pour qu’il élimine Spider-Man. Spencer Smythe conçoit alors les Araignées-robots pour Norman, en échange de quoi ce dernier doit créer un fauteuil plus confortable pour son fils paralysé, Alistair. Mais quand le robot capture la mauvaise cible, un combat éclate à Oscorp entre Spider-Man et la première Araignée-robot, la Veuve Noire. L’explosion qui s’ensuit laisse croire que Spencer, resté piégé à l’intérieur, a péri. 
Norman Osborn fait appel au Super-Bouffon pour éliminer le Caïd, qui continue à le menacer, lui et son entreprise. Mais l’intervention de Peter Parker et Spider-Man fait échouer la mission. Osborn, furieux, congédie le Super-Bouffon. Ce dernier, amer, utilise alors les informations récoltées pour le trahir et se ranger du côté du Caïd… qui à son tour le congédie pour trahison.
Osborn tente ensuite une OPA hostile sur la société de l’ingénieur Adrian Toomes (alias le Vautour), ce qui les met directement en conflit.
Dans la saison 3, une explosion chimique à Oscorp déclenche chez Osborn une transformation psychique : une seconde personnalité naît – le Bouffon Vert. Lors de l’accident, Norman respire un produit sur lequel il travaillait, créant ainsi la personnalité du Bouffon Vert dans son esprit. Il disparaît alors mystérieusement, et tout le monde le croit mort. Mais étrangement, le Bouffon Vert apparaît et enlève tous ceux qui voulaient faire du mal à Osborn (le Caïd, Jameson…). Utilisant toutes les armes du Super-Bouffon, mais sans ses faiblesses, le Bouffon kidnappe le conseil d’administration d’Oscorp, qui voulait l’évincer, et les emmène dans une caverne sous-marine. Il capture également Felicia Hardy et la jette de son planeur. Elle est sauvée de justesse par Spider-Man, qui, plus tard, parvient à vaincre le Bouffon. Spider-Man soupçonne d’abord Harry, mais il s’avère qu’il s’agisse bien de Norman lui-même. Ce dernier, soigné par la suite, semble ne garder qu’un vague souvenir des événements. Le lendemain, il annonce l’arrêt de la fabrication d’armes.
Coincé dans le limbe, l’accélérateur temporel du Dr. Ohn continue à générer aléatoirement des portails dimensionnels. L’un d’eux s’ouvre jusqu’à la Terre, où un vieil homme retrouve l’appareil. En essayant de le revendre dans un magasin de prêt sur gages, il l’active accidentellement. Spider-Man, témoin de l’apparition du portail, intervient pour sécuriser la situation, mais le Super-Bouffon surgit à son tour, s’empare de l’appareil et s’enfuit.
Plus tard, alors qu’il échappe à la police après un braquage de banque, le Super-Bouffon perd un morceau de sa cape en passant de justesse dans un portail. Réalisant que l’accélérateur manque d’énergie, il va négocier avec le Caïd pour obtenir un nouveau module d’alimentation. Cet accord donne lieu à de nouvelles alliances douteuses… et à de nouvelles trahisons. Le Dr Landon explique au Caïd qu’ils ne peuvent arrêter le Super-Bouffon que s’ils connaissent sa véritable identité. Le Caïd, frustré par ses échecs répétés, demande alors de l’aide à Norman Osborn. Il veut connaître le vrai nom du Super-Bouffon. Norman refuse d’en parler, évitant toute discussion autour de n’importe quel « Bouffon », et tente de quitter la pièce. Le Caïd le menace alors directement : s’il ne parle pas, c’est Harry qui en paierait le prix. Acculé, Norman cède.
De retour à Oscorp, Norman n’arrive plus à faire taire la voix du Bouffon Vert. Dans la salle de bain, son reflet se transforme en son double maléfique, engageant un véritable dialogue intérieur. Le Bouffon convainc Norman que des gens comme le Caïd et Spider-Man veulent le détruire, lui et son fils. Norman finit par céder à cette influence, laissant le Bouffon Vert prendre le contrôle.
Pendant ce temps, au repaire du Caïd, le Super-Bouffon utilise l’accélérateur temporel pour infiltrer le dépôt fédéral. Spider-Man, surgissant à travers un portail, affronte le Bouffon. Ce dernier et le Caïd prennent l’avantage… jusqu’à ce que le Bouffon Vert arrive à son tour et attaque violemment le Super-Bouffon. Le Caïd les laisse s’affronter, pensant que l’un finirait bien par éliminer l’autre.
Le Super-Bouffon, choqué, comprend qu’Osborn a partagé sa technologie avec un autre et réalise vite que le Bouffon Vert est bien plus puissant que lui. Le combat provoque un effondrement du toit, et tous trois — Spider-Man, le Super-Bouffon et le Bouffon Vert — s’échappent. Le Super-Bouffon utilise l’accélérateur pour fuir, laissant Spider-Man face au Bouffon Vert, qui l’envoie dans l’eau avant de partir à la poursuite de celui qu’il considére comme un imposteur.
Pendant ce temps, Felicia Hardy, en fouillant dans le bureau de son fiancé Jason Macendale au manoir, découvre une pièce secrète contenant le costume du Super-Bouffon et ses armes : Jason est en réalité le Super-Bouffon. Jason apparaît derrière elle et avoue sa double vie. Il lui explique qu’il n’était rien avant de sombrer dans le crime, et que tout ce qu’il a — y compris elle — il ne l’avait obtenu que grâce à ses activités illégales. Maintenant qu’elle sait tout, il ne peut plus la laisser partir. Avant qu’elle ne puisse agir, le Bouffon Vert fait irruption, capturant Jason et Felicia. Il les emmène à Oscorp et les suspend au-dessus d’une cuve d’acide. Spider-Man arrive à temps pour les sauver et réussit à endommager l’accélérateur. Mais le Bouffon Vert, refusant d’admettre sa défaite, utilise le peu d’énergie restante de l’appareil pour ouvrir un dernier portail et s’y jette.
Plus tard, Spider-Man fait appel à Madame Web. Il lui annonce vouloir rompre leur lien : désormais en couple avec Mary Jane, il veut laisser derrière lui les conflits dimensionnels. Il a enfin tout ce dont il avait rêvé. Mais Madame Web le met en garde : un jour, il reviendrait la voir... lorsque le « monstre à deux têtes » surgirait à nouveau des ténèbres.
De son côté, le Bouffon vert revient par la suite à Oscorp pour continuer son travail, mais aussi anéantir le Caïd, le Super-Bouffon et Spider-Man. Se procurant la machine qui permet de se téléporter, le Bouffon vert la modifie et s'en sert pour découvrir l'identité de Spider-Man. À New York, le Bouffon Vert attaque un fourgon blindé pour attirer Spider-Man, puis disparaît. Peter cherche des indices chez Oscorp et les Osborn, sans succès. En patrouille, son sens d’araignée s’active sans explication — le Bouffon le suit de près, invisible à ses yeux. Lorsqu’il enlève son masque sur un toit, le Bouffon le surprend. Il découvre que Spider-Man est Peter Parker, l’ami de son fils Harry. Persuadé que Peter manipule Harry, Norman jure de se venger.
Dans un café, Mary Jane et Peter discutent de la fête d’Harry organisée par Norman. Peter est réticent, mais MJ insiste. À la soirée, Harry est froid, Norman étrangement chaleureux. Pendant le dîner, Norman laisse entendre qu’il connaît le secret de Peter et promet de le révéler. Peter provoque une explosion dans la cheminée pour détourner l’attention.
Dans le chaos, il retourne dans la maison sous prétexte de sauver Norman — mais il y retrouve le Bouffon. Celui-ci l’assomme et l’emmène attaché à son planeur. Arrivés au pont George Washington, Peter se libère, redevient Spider-Man et affronte brièvement le Bouffon, qui s’échappe avec l’accélérateur. Il menace maintenant les proches de Peter.
Chez Tante May, le Bouffon surgit mais repart en annonçant une autre cible : Mary Jane. Il la kidnappe chez elle et Spider-Man le poursuit. Ils s’affrontent de nouveau au pont. Norman lutte contre sa double personnalité, mais le Bouffon prend le dessus. Mary Jane tombe, Spider-Man tente de la sauver mais échoue. Elle disparaît dans un portail créé par l’appareil temporel.
Fou de rage, Spider-Man attaque le Bouffon et le poursuit jusque sur son planeur. Le Bouffon tente d’activer l’appareil, mais tout dégénère. Un portail géant aspire tout autour. Norman, brièvement lucide, demande de l’aide. Peter hésite, mais tend la main. Trop tard : le Bouffon reprend le contrôle et se fait percuter par son propre planeur, plongeant dans le portail.
Plus tard, Harry a des visions du Bouffon vert, lui promettant de l'emmener à son père s'il accepte de travailler pour lui. Harry n'ayant pas le choix doit alors éliminer Spider-Man. Mais Spider-man le bat quand même, et Harry est envoyé dans un asile.
Alors que Peter et Mary Jane vont se marier, Cette dernière va voir Harry pour lui annoncer la bonne nouvelle. Harry, se croyant seul maintenant, s'échappe et remet le costume du Bouffon vert pour troubler le mariage. Ce n'est pas Spider-Man qui le vainc, mais Liz Allan, qui lui déclare ses sentiments, faisant venir Harry à la raison. Harry sait maintenant qu'il n'est pas seul, et le Bouffon est vaincu à jamais.
Dans un univers parallèle contrôlé par Spider-Carnage, une autre version du Bouffon Vert combat aux côtés de ce dernier et du Super-Bouffon.

#### Les Nouvelles Aventures de Spider-Man(1999-2001)
Dans la série télévisée d'animation Les Nouvelles Aventures de Spider-Man, Spider-Man doit se rendre sur l'Autre Terre pour retrouver John Jameson. Le Bouffon vert là-bas est un héros et aide les innocents. Il viendra souvent en aide à Spider-Man. Ici, le Bouffon vert est la femme de Naoko, une infirmière qui loge Peter.

#### Spectacular Spider-Man(2008-2009)
Dans la série télévisée d'animation Spectacular Spider-Man, le Bouffon vert veut détruire Tombstone, le grand patron du crime. Spider-Man l'en empêche, le capture, mais le Bouffon vert s'échappe. 
Il revient par la suite pour détruire ses deux ennemis, Spider-Man et Tombstone. Lors du combat, Spider-Man devine que le Bouffon vert et Norman Osborn sont la même personne. Le Bouffon est blessé mais réussit quand même à s'échapper. Spider-Man se rend chez les Osborn et découvre qu'en fait que c'est Harry et qu'il est devenu le Bouffon vert soi-disant à cause d'un produit qu'il buvait pour augmenter sa force et son intelligence (Gwen l'avait remarqué plus tôt). Harry quitte ensuite le pays pour se reposer. 
Quelques mois plus tard, le Bouffon vert refait surface et devient le grand patron du crime à la place de Tombstone. Il transforme alors Mark Allan en Molten Man et lui demande de tuer Spider-Man, mais il échoue. Plus tard, il prend aussi le contrôle d'une prison pour supercriminels que Spider-Man est censé tester, espérant que les prisonniers revanchards se débarrassent du Tisseur, mais ce dernier, grâce à l'aide de la Chatte Noire, réussit à rétablir l'ordre dans la prison et à ressortir. 
Excédé, Spider-Man se rend chez les Osborn pour savoir qui est le Bouffon vert. Alors que Harry et Norman sont devant Spider-Man, le Bouffon vert réussit à blesser Spider-Man en plaçant une trentaine de bombe sous le balcon où se trouvait ce dernier. Après un combat acharné, Spider-Man réussit à ôter le masque du Bouffon et derrière se cache… Norman Osborn. En effet, Norman travaillait depuis le début avec le Caméléon qui a pris l'apparence de Norman pour tromper le héros. Lorsque Spider-Man avait deviné l'identité du bouffon quelques mois plus tôt, ce dernier avait déguisé Harry en bouffon pour le tromper. Peter endommage le planeur du bouffon et ce dernier chute dans une cuve remplie de bombes-citrouilles et semble mourir. Norman Osborn réapparaît toutefois teint en blond à l'aéroport, laissant supposer une réapparition avortée par l'annulation de la série.

#### Spidey et ses amis extraordinaires(2021-)
Le Bouffon vert apparait dans la série Spidey et ses amis extraordinaires (Spidey and His Amazing Friends) doublé en anglais par J. P. Karliak. Sa véritable identité n'est pas révélé.

#### Votre fidèle serviteur Spider-Man(Your Friendly Neighborhood Spider-Man) (2025-)
Il apparait dans la série Votre fidèle serviteur Spider-Man (Your Friendly Neighborhood Spider-Man).
Norman est ici le mentor du jeune Peter Parker.

### Jeux vidéo
- 1982 : Spider-Man
- 1991 : Spider-Man: The Video Game
- 1994 : Spider-Man: The Animated Series
- 1995 : The Amazing Spider-Man: Lethal Foes (en)
- 2002 : Spider-Man: The Movie
- 2005 : Ultimate Spider-Man (version Ultimate)
- 2006 : Spider-Man : Bataille pour New York (Spider-Man: Battle for New York) - boss final et personnage jouable  (version Ultimate)
- 2007 : Spider-Man : Allié ou Ennemi (Spider-Man: Friend or Foe)
- 2008 : Spider-Man : Le Règne des ombres (Spider-Man: Web of Shadows) (seulement dans la version Nintendo DS)
- 2009 : Marvel: Ultimate Alliance 2
- 2010 : Ultimate Spider-Man : Total Mayhem (version Ultimate)
- 2010 : Spider-Man : Dimensions (Spiderman: Shattered Dimensions) (version Marvel Noir)
- 2010 : Pinball FX 2
- 2011 : Ultimate Marvel vs. Capcom 3 (skin alternative pour Firebrand à l'effigie de Norman Osborn)
- 2011 : Marvel Super Hero Squad Online (en)
- 2013 : Lego Marvel Super Heroes (version classique et Ultimate)
- 2013 : Marvel Puzzle Quest
- 2014 : Spider-Man Unlimited
- 2014 : Disney Infinity: Marvel Super Heroes
- 2014 : Marvel : Tournoi des champions (Marvel: Contest of Champions)
- 2015 : Marvel: Future Fight
- 2015 : Disney Infinity 3.0
- 2015 : Marvel Heroes
- 2016 : Marvel Avengers Academy (en)
- 2017 : Lego Marvel Super Heroes 2 (version classique et version 2099)
- 2017 : Fortnite Battle Royale (skin alternative à l'effigie de Norman Osborn)
- 2017 : Marvel vs. Capcom: Infinite (caméo)
- 2018 : Marvel's Spider-Man
- 2018 : Marvel Strike Force
- 2019 : Marvel Ultimate Alliance 3: The Black Order
- 2021 : Marvel Future Revolution (en)
- 2023 : Marvel's Spider-Man 2

### Autres
- Norman Osborn apparait dans le parc à thèmes Universal's Islands of Adventure du Universal Orlando Resort.
- Norman Osborn apparait dans le spectacle Spider-Man's wedding joué en 1987 au Shea Stadium[4].
- Norman Osborn apparait dans la comédie musicale Spider-Man: Turn Off the Dark (en) dont la première a lieu en 2011.
- Norman Osborn apparait en BPuffon vert dans Marvel Universe Live! (en) dès 2014[5].
- Norman est présent dans Absolute Carnage: Marvel Ultimate Comics, respectivement doublé en anglais par Giles Panton[6].